# Epepeotes basigranatus
Epepeotes basigranatus är en skalbaggsart som först beskrevs av Leon Fairmaire 1883.  Epepeotes basigranatus ingår i släktet Epepeotes och familjen långhorningar. Inga underarter finns listade i Catalogue of Life.